# Jean Assaad Haddad
Jean Assaad Haddad (* 17. Dezember 1926 in Beit-Chabab; † 22. Januar 2021 in Harissa) war ein libanesischer Geistlicher und melkitisch griechisch-katholischer Erzbischof von Tyros.

## Leben
Jean Assaad Haddad absolvierte sein philosophisches und theologisches Studium am Sainte-Anne-Seminar in Jerusalem und empfing am 2. Juli 1950 die Priesterweihe für die Erzeparchie Beirut und Jbeil. Er hatte zahlreiche pastorale Aufgaben und war Seelsorger in Pfarreien, Schulen, Jugendverbänden und Sozialwerken. Darüber hinaus wurde er 1958 Richter am Diözesangericht. Er war Pfarrer der Pfarrei Unserer Lieben Frau von der Verkündigung in Beirut, wo er seit 1953 als Seelsorger tätig war, sowie Protosingel der Erzeparchie Beirut und Jbeil.
Am 26. Oktober 1988 wurde er von der Synode als Nachfolger von Georges Haddad zum Erzbischof von Tyros gewählt. Der Patriarch von Antiochien  Erzbischof Maximos V. Hakim spendete ihm in der St.-Pauls-Kirche in Harissa am 27. November 1988 die Bischofsweihe, Mitkonsekratoren waren Grégoire Haddad, Titularerzbischof von Adana dei Greco-Melkiti, und Habib Bacha SMSP, Erzbischof von Beirut und Jbeil.
Im Jahr 2000 war Jean Assaad Haddad vom 6. Juni bis zum 29. November Apostolischer Administrator sede plena von Antiochien. Am 20. Juni 2005 wurde er altersbedingt emeritiert, sein Nachfolger wurde Georges Bacaouni, bei dem er als Mitkonsekrator tätig war. Weiterhin diente er als Mitkonsekrator bei den Erzbischöfen Pierre Mouallem MSP von São Paulo in Brasilien und Joseph Kallas SMSP von Beirut und Jbeil.
Jean Assaad Haddad starb im Alter von 94 Jahren in Harissa, einer christlichen Pilgerstätte oberhalb der Stadt Jounieh, nördlich von Beirut.